# 拟缘漏斗蛛
拟缘漏斗蛛（学名：Agelena sublimbata）为漏斗蛛科漏斗蛛属的动物。在中国大陆，分布于云南等地。该物种的模式产地在云南。